# Familieejet virksomhed
En familieejet virksomhed ejes af en eller flere familier, der ejer mindst halvdelen af virksomheden. Oftest er direktøren eller bestyrelsesformanden i virksomheden et familiemedlem.
Familieejerskab er den mest dominerende ejerskabsform i Danmark. Der eksisterer mellem 40-60.000 familieejede virksomheder i Danmark, der beskæftiger omkring 1.3 millioner i Danmark.

## Kendetegn
Der findes mange forskellige former for familieejede virksomheder. På tværs af størrelse, type og branche er de familieejede virksomheder karakteriseret ved at have korte beslutningsveje, som gør dem i stand til at reagere hurtigt på markedsændringer.
Undersøgelser har vist, at familieejede virksomheder i krisetider klarer sig markant bedre end børsnoterede selskaberne. Fra 2008-2013 er indtjeningen i de største af de danske familievirksomheder vokset dobbelt som meget som gennemsnittet af industriselskaberne noteret på børsen.
Familieejede virksomheder er desuden kendt for at være gode til at tiltrække og fastholde medarbejdere. Det hænger sammen med deres evne til at skabe sunde og stabile kulturer.

## Særlige udfordringer
Familieejede virksomheder står over for mange af de samme udfordringer som børsnoterede selskaber og fondsejede virksomheder. De adskiller sig dog ved at skulle skifte hænder mellem generationer. Et generationsskifte i familievirksomheder sker, når den yngre generation overtager familievirksomheden. Det kan være både søn og datter der overtager virksomheden.
Et generationsskifte er oftest omkostningstungt for den enkelte virksomhed, fordi det kræver både menneskelige og økonomiske ressourcer at gennemføre. 10.500 familieejede virksomheder står overfor et generationsskifte indenfor de næste 10 år.

## Kendte virksomheder
I Danmark tæller de mest kendte familieejede virksomheder:
- Bestseller
- Bodum
- Danfoss
- Ecco
- Haldor Topsøe
- JYSK
- Linak